# Український сільськогосподарський банк
Украї́нський сільськогоспода́рський банк (Укрсільба́нк) — кооперативний акціонерний банк, утворений в листопаді 1923 року в Харкові для надання фінансово-кредитової допомоги селянам та кооперативним установам.    
Урочисто установа була відкрита у присутності великої юрми в Харкові 23 листопада 1923 року.    
До членів правління увійшли такі діячі як В. Порайко, П. Любченко, Дудник, Поплавко, Кальмазон, Вольф і ін. Його акціонерами були: Державний банк, Народний Комісаріат Земельних Справ УСРР, Народний Комісаріат Фінансів, губсельбанки, Центросельбанк та ін.   
Окрім надання кредитів для селян-середняків, банк також активно курував проблему тракторизації і закупівлі с/г техніки закордоном.  
1930 року Укрсільбанк перетворено на філію Всесоюзного сільсько-господарського кооперативного колгоспного банку, а 1931 року ліквідовано. 

## Керівництво
Банк очолювали Порайко Василь Іванович (в 1923—1927), Богуцький Володимир Никифорович (1927—1929). 
Членом правління Укрсільбанку був майбутній голова українського радянського уряду Панас Любченко .